# Elke Sehmisch
Elke Sehmisch, née le 4 mai 1955, est une ancienne nageuse est-allemande.
Elle remporte une médaille d'argent au relais 4 × 100 m nage libre aux Jeux olympiques d'été de 1972, ainsi que deux médailles d'or aux épreuves de nage libre de 400 m et de 4 × 100 m aux championnats d'Europe 1970.